# Ciupernosiv, Peremîșleanî
Ciupernosiv (în ucraineană Чуперносів) este un sat în comuna Ușkovîci din raionul Peremîșleanî, regiunea Liov, Ucraina.

## Demografie
Componența lingvistică a localității Ciupernosiv
     Ucraineană (100%)
Conform recensământului din 2001, toată populația localității Ciupernosiv era vorbitoare de ucraineană (100%).